# جوزيف لوران
جوزيف لوران هو كاتب كندي، ولد في 1839، وتوفي في 1917.